# Juncus membranaceus
Juncus membranaceus är en tågväxtart som beskrevs av John Forbes Royle. Juncus membranaceus ingår i släktet tåg, och familjen tågväxter. Inga underarter finns listade i Catalogue of Life.